# موشاتيشت
موشاتيشت هي بلدية تقع في إقليم أرجيش في رومانيا.